# Basket Rimini nelle coppe europee
Il Basket Rimini (all'epoca sponsorizzato Pepsi, maglia azzurra e bianca con logo della bevanda) ha partecipato alle edizioni 1998-1999 e 1999-2000 della Coppa Korać grazie al raggiungimento dei quarti di finale dei playoff in Serie A1 l'anno precedente.
Le partite interne erano disputate al Palasport Flaminio. In questi incontri sulle maglie riminesi campeggiava lo sponsor Fiera di Rimini.

## Coppa Korać 1998-1999
Rimini è una delle quattro squadre italiane qualificate alla competizione: le altre sono la Mens Sana Siena, la Virtus Roma e la Pallacanestro Reggiana.
La coppa sarà poi vinta dal Barcellona.

### Gruppo E
| Arbitri: | Pascal Dorizon Milivoje Jovčić |

|                                                                                                  |            |                                                                                |
| Gorenc, Righetti 14                                                                              | Punti      | 14 Ożóg                                                                        |
| Rossi 5                                                                                          | Assist     | 3 Ożóg, Szcześniak                                                             |
| Tomidy 13                                                                                        | Rimbalzi   | 9 Nicholas                                                                     |
| Rossi 5, Romboli 0, Morri 0, Righetti 14, Ruggeri 11, Zanelli 9, Tomidy 9, Gorenc 14, Agostini 2 | Formazioni | Wierzgacz 6, Korytek 12, Szcześniak 0, Pluta 8, Bacik 10, Ożóg 14, Nicholas 13 |

| Arbitri: | Juan Carlos Mitjana Milivoje Jovčić |

| |            |                                                                                                 |
| Woolridge 23                                                                                          | Punti      | 20 Righetti                                                                                     |
| Woolridge 6                                                                                           | Assist     | 5 Rossi                                                                                         |
| Thompson 7                                                                                            | Rimbalzi   | 10 Gorenc                                                                                       |
| Beşok 2, Genç 7, Woolridge 23, Thompson 15, Tamsöz 14, Büyükaycan 0, Oyguç 7, Aydın 4, Praškevičius 7 | Formazioni | Rossi 19, Romboli 0, Morri 0, Righetti 20, Ruggeri 2, Tomidy 3, Gorenc 18, Tušek 10, Agostini 0 |

| Arbitri: | Leonidas Spiridonos Albi Greva |

| |            |                                                                                                 |
| Gorenc, Ruggeri 17                                                                                  | Punti      | 18 Kálmán                                                                                       |
| Gorenc 4                                                                                            | Assist     | 7 Kálmán                                                                                        |
| Tušek 11                                                                                            | Rimbalzi   | 7 Wiley                                                                                         |
| Marangoni 4, Morri 5, Molari 3, Righetti 10, Ruggeri 17, Zanelli 6, Gorenc 17, Tušek 15, Agostini 2 | Formazioni | Walke 16, Pankár 2, Krivacevic 7, Kálmán 18, Mujanovic 11, Trepák 0, Henrik 0, Feigl 0, Wiley 9 |

| Arbitri: | Borys Shulga Milan Brziak |

|                                                                                     |            |                                                                                     |
| Pluta 25                                                                            | Punti      | 23 Tušek                                                                            |
| Bacik 5                                                                             | Assist     | 2 Gorenc                                                                            |
| Nicholas 9                                                                          | Rimbalzi   | 9 Tušek                                                                             |
| Wierzgacz 2, Korytek 8, Szcześniak 7, Pluta 25, Bacik 12, Bagatskis 12, Nicholas 14 | Formazioni | Rossi 7, Morri 1, Righetti 18, Ruggeri 1, Tomidy 13, Gorenc 9, Tušek 23, Agostini 0 |

| Arbitri: | Antonio Gallo Efim Resser |

|                                                                                     |            | |
| Gorenc 22                                                                           | Punti      | 20 Praškevičius, Tamsöz                                                                              |
| Gorenc 3                                                                            | Assist     | 11 Woolridge                                                                                         |
| Tušek 12                                                                            | Rimbalzi   | 4 Praškevičius                                                                                       |
| Rossi 11, Morri 4, Righetti 11, Ruggeri 4, Zanelli 2, Tomidy 11, Gorenc 22, Tušek 8 | Formazioni | Koşan 0, Beşok 0, Genç 10, Woolridge 19, Tamsöz 20, Büyükaycan 2, Oyguç 12, Aydın 0, Praškevičius 20 |

| Arbitri: | Andrej Jeršan Robert Bartonek |

|                                                                              |            | |
| Džunić 33                                                                    | Punti      | 14 Molari                                                                                                |
| Kálmán 11                                                                    | Assist     | 2 Morri                                                                                                  |
| Wiley 5                                                                      | Rimbalzi   | 5 Tušek                                                                                                  |
| Walke 8, Pankár 0, Krivacevic 2, Kálmán 21, Džunić 33, Mujanovic 17, Wiley 4 | Formazioni | Morri 6, Molari 14, Righetti 12, Ruggeri 6, Zanelli 10, Tomidy 8, Tušek 10, Agostini 0, Di Marcantonio 0 |

#### Classifica finale Gruppo E
| Squadra              | Pt. |
| -------------------- | --- |
| 1. Beşiktaş          | 11  |
| 2. Bobry Bytom       | 9   |
| 3. Pepsi Rimini      | 8   |
| 4. Falco Szombathely | 8   |

## Coppa Korać 1999-2000
Rimini si qualifica per il secondo anno consecutivo: le altre italiane qualificate sono la Virtus Roma, la Pallacanestro Reggiana e l'Andrea Costa Imola.
I francesi del Limoges vinceranno il trofeo.

### Gruppo D
| Arbitri: | Bruno Gasperin Recep Ankarali |

| |            | |
| Mršić 17 | Punti      | 20 Granger |
| Fernández 4 | Assist     | 5 Morri |
| Sallier 9 | Rimbalzi   | 6 Tomidy |
| Jaumin 11, Romero 4, Mršić 17, Orenga 9, Sallier 10, Marcaccini 9, Fernández 12, Lázaro 6, Conceição 4, Petruška 6 | Formazioni | Molari 0, Morri 4, Granger 20, Righetti 12, McDaniel 2, Zanelli 6, Tomidy 11, Tušek 7, Agostini 0, Di Marcantonio 2 |

| Arbitri: | Srđan Dožai Marjan Micevski |

| |            | |
| Righetti 23                                                                                                  | Punti      | 32 Potter                                                                                                  |
| Morri 2 | Assist     | 4 R. Bayer                                                                                                 |
| Tomidy 8 | Rimbalzi   | 13 McCants                                                                                                 |
| Morri 0, Granger 15, Righetti 23, McDaniel 10, Zanelli 10, Tomidy 10, Tušek 10, Agostini 5, Di Marcantonio 2 | Formazioni | Lattibeaudiere 2, Terry 16, R. Bayer 18, P. Bayer 2, Deheneffe 4, Atienza 0, McCants 9, Potter 32, Smith 6 |

| Arbitri: | Goran Radonjic Jan Gjettermann |

| |            |                                                                                          |
| Evans 17                                                                                           | Punti      | 17 Tušek                                                                                 |
| Evans 5                                                                                            | Assist     | 1 cinque giocatori                                                                       |
| Hutchinson 13                                                                                      | Rimbalzi   | 16 Tušek                                                                                 |
| Evans 17, Kovacev 0, Pratesi 9, Terdenge 0, Larkio 6, Wilson 8, Hansen 11, Gieseck 3, Hutchinson 5 | Formazioni | Morri 0, Granger 14, Righetti 9, McDaniel 11, Zanelli 4, Tomidy 10, Tušek 17, Agostini 0 |

| Arbitri: | Leonidas Spiridonos Roman Kolar |

|                                                                                             |            | |
| Tušek 19                                                                                    | Punti      | 18 Mršić                                                                                              |
| Morri, Zanelli 2                                                                            | Assist     | 6 Mršić                                                                                               |
| Tomidy 9                                                                                    | Rimbalzi   | 8 Sallier                                                                                             |
| Molari 0, Morri 8, Granger 18, McDaniel 2, Zanelli 6, Tomidy 18, Tušek 19, Di Marcantonio 0 | Formazioni | Jaumin 6, Romero 0, Mršić 18, Orenga 10, Sallier 6, Marcaccini 0, Fernández 14, Lázaro 4, Conceição 4 |

| Arbitri: | Gérard Gretsch José Ramón García Ortiz |

| |            | |
| Terry 14 | Punti      | 27 Tušek |
| Terry 4 | Assist     | 5 McDaniel |
| Smith 10 | Rimbalzi   | 12 Tomidy |
| Duhoux 3, Lattibeaudiere 8, Terry 14, R. Bayer 2, P. Bayer 9, Deheneffe 0, Atienza 2, McCants 2, Potter 9, Smith 9 | Formazioni | Morri 0, Granger 11, Righetti 14, McDaniel 11, Zanelli 1, Tomidy 9, Marangoni 0, Tušek 27, Agostini 0, Di Marcantonio 0 |

| Arbitri: | Danko Radić Ilija Belošević |

| |            |                                                                                                |
| Tomidy 31 | Punti      | 33 Hansen                                                                                      |
| Morri 6 | Assist     | 4 Evans                                                                                        |
| Tomidy 17 | Rimbalzi   | 10 Gieseck                                                                                     |
| Morri 7, Granger 8, Righetti 14, McDaniel 2, Zanelli 11, Tomidy 31, Marangoni 0, Tušek 2, Agostini 2, Di Marcantonio 4 | Formazioni | Evans 7, Pratesi 4, Larkio 7, Wilson 6, Hansen 33, Weber 6, Janke 3, Roßlenbroich 0, Gieseck 8 |

#### Classifica finale Gruppo D
| Squadra                    | Pt. |
| -------------------------- | --- |
| 1. Unicaja Málaga          | 10  |
| 2. Pepsi Rimini            | 10  |
| 3. Dexia Mons-Hainaut      | 9   |
| 4. TSV Bayer 04 Leverkusen | 7   |

### Sedicesimi di finale
| Arbitri: | Zoran Šutulović Andrej Jeršan |

| |            | |
| Granger 21                                                                                                  | Punti      | 17 Tapiro                                                                                            |
| Morri 6 | Assist     | 7 Tapiro                                                                                             |
| Tomidy 17                                                                                                   | Rimbalzi   | 6 Tapiro                                                                                             |
| Morri 11, Granger 21, Righetti 15, Zanelli 9, Tomidy 6, Marangoni 0, Jones 17, Agostini 2, Di Marcantonio 0 | Formazioni | Brener 6, Kennedy 6, Grunwald 6, Rosenfeld 8, Aleksić 5, Assaf Harari 2, Cohen 0, Tapiro 17, Dean 11 |

| Arbitri: | Nikolaos Papadimitriou Memduh Öget |

| |            |                                                                                        |
| Tapiro 18                                                                                             | Punti      | 22 Granger                                                                             |
| Evans 5                                                                                               | Assist     | 1 quattro giocatori                                                                    |
| Dean 5                                                                                                | Rimbalzi   | 12 Jones                                                                               |
| Kennedy 11, Grunwald 4, Rosenfeld 8, Assaf Harari 6, Jetach 0, Cohen 1, Tapiro 18, Aleksić 8, Dean 10 | Formazioni | Morri 9, Granger 22, Righetti 5, Zanelli 7, Tomidy 2, Marangoni 2, Jones 9, Agostini 2 |

Pepsi Rimini qualificata per differenza canestri.

### Ottavi di finale
| Arbitri: | Christophe Vauthier Richard Stokes |

|                                                                                                  |            | |
| Middleton 28                                                                                     | Punti      | 14 Granger                                                                                                 |
| Laso 5                                                                                           | Assist     | 6 Tomidy                                                                                                   |
| Middleton 9                                                                                      | Rimbalzi   | 11 Tomidy                                                                                                  |
| Kuisma 5, Sánchez 1, Vallmajó 0, Middleton 28, Laso 2, Darnés 0, Stewart 22, Moraga 5, Johnson 4 | Formazioni | Morri 7, Granger 14, Righetti 7, Zanelli 8, Tomidy 13, Marangoni 6, Jones 10, Agostini 0, Di Marcantonio 0 |

| Arbitri: | Konstantinos Mouzakis Ivo Dolinek |

|                                                                                              |            | |
| Granger 23                                                                                   | Punti      | 21 Stewart                                                                                                   |
| Morri 4                                                                                      | Assist     | 4 Laso |
| Tomidy 10                                                                                    | Rimbalzi   | 9 Stewart |
| Molari 0, Morri 8, Granger 23, Zanelli 9, Tomidy 20, Marangoni 0, Jones 10, Di Marcantonio 2 | Formazioni | Kuisma 7, Sánchez 13, Vallmajó 6, Middleton 14, Laso 5, Stewart 21, Moraga 6, Espinosa Teixidor 2, Johnson 5 |